# Jakkanakuppe, Shrirangapattana
Jakkanakuppe là một làng thuộc tehsil Shrirangapattana, huyện Mandya, bang Karnataka, Ấn Độ.